# Ngoumou
Ngoumou es una comuna camerunesa perteneciente al departamento de Méfou-et-Akono de la región del Centro.
En 2005 tiene 13 923 habitantes, de los que 5240 viven en la capital comunal homónima.
Se ubica en el cruce de las carreteras P8 y P9, unos 30 km al suroeste de la capital nacional Yaundé.

## Organización territorial
Comprende la ciudad de Ngoumou y las siguientes localidades:
- Abang II
- Bibanda
- Koli
- Mbalelon I
- Mbayengue II
- Melen
- Messok II
- Ngon
- Nkoa Akom
- Nkokngambida
- Nkolbibanda
- Nkolebembissié
- Nkoleman
- Nkolemomodo
- Nkoleyen
- Nkolmelen
- Nkolmessi
- Nkolngok III
- Nkong-Abok I
- Nkong-Abok II
- Nkong Meyos I
- Nkong Meyos II
- Nkong Meyos III
- Nkongbibega I
- Nkongzok II
- Obokoé II
- Offoumou-Nselek I
- Offoumou-Nselek II
- Otélé
- Ottotomo
- Ovangoul I
- Ozom
- Sibekon
- Yegue
- Yéné-Yena
- Zoayambi

Las localidades de la comuna se organizan en seis groupements:
- Groupement Nkongzok
- Groupement Otélé
- Groupement Etenga
- Groupement Mvog Tsoungui Mbala
- Groupement Nkong Abok
- Groupement Nkong Meyos